# روجر جي. كينيدي
روجر جي. كينيدي (بالإنجليزية: Roger G. Kennedy)‏ هو محامي أمريكي، ولد في 3 أغسطس 1926 في سانت بول في الولايات المتحدة، وتوفي في 30 سبتمبر 2011 في روكفيل في الولايات المتحدة بسبب ورم ميلانيني.